# Serge Bourguignon
Serge Bourguignon (* 3. září 1928, Maignelay-Montigny) je francouzský filmový režisér a scenárista. Za svůj život natočil jen čtyři celovečerní snímky. Hned ten první, Neděle ve Ville d'Avray, však získal v roce 1963 Oscara za nejlepší cizojazyčný film. Vyhrál též japonskou Modrou stuhu. Byl nominovaný také na Oscara za nejlepší adaptovaný scénář a na Zlatou mušli pro nejlepší film na festivalu v San Sebastiánu. Následovaly filmy The Reward (1965) a A coeur joie (1967), k nimž si stejně jako ke svému debutu napsal i scénář. Jeho posledním celovečerním filmem byl The Picasso Summer (1969). Jeho dokument Le sourire získal v roce 1960 Zlatou palmu za nejlepší krátkometrážní snímek na festivalu v Cannes.